# 타노어족
타노어족(Tanoan) 또는 카이오와-타노어족(Kiowa–Tanoan)은 오늘날의 미국 뉴멕시코주, 캔자스주, 오클라호마주, 텍사스주에 살던 일부 원주민들이 쓰는 언어들이 이루는 어족이다.
티와어(타오스어, 피쿠리스어, 남티와어 등이 있음), 테와어, 토와어는 뉴멕시코주의 푸에블로 정착지들에서 쓰이던 언어로, 원래는 이들만을 통틀어 타노어족이라고 한다. 한편 연관된 언어로 밝혀진 카이오와어는 역사적으로 텍사스와 오클라호마 지역에 분포해 있었으며, 푸에블로가 아니라 대평원 원주민인 카이오와족이 사용하였다.

## 분류
타노어족
- 카이오와어(Kiowa): 화자 20명으로 심각한 소멸 위기 언어.
- 토와어(Towa): 헤메즈어(Jemez)라고도 한다. 화자 약 3,000명.
- 티와어(Tiwa)
  - 북부
    - 타오스어(Taos): 화자 800명.
    - 피쿠리스어(Picuris): 화자 225명.

  - 남부 티와어(Southern Tiwa): 화자 1,600명.
  - 피로어†(Piro) ?
  - 후마노어†(Jumano) ?
- 테와어: 화자 1,600명.